# Era 4.0
Era 4.0  es el cuarto álbum de estudio de la banda gótica francesa Penumbra, lanzado el 27 de noviembre de 2015 bajo su propio sello discográfico.
Representó el regreso a los estudios de grabación para la banda, luego de 12 años de ausencia.

## Lista de canciones
Toda la música por Jarlath (Maxime Meheust).
1. "New Era" (01:58)
2. "Insane?" (02:43)
3. "Charon" (04:02)
4. "Save My World" (04:44)
5. "Exhumed" (04:21)
6. "Insidious" (04:03)
7. "Eerie Shelter" (05:32)
8. "Before Oblivion" (04:54)
9. "Avalon" (04:26)
10. "Malice in Wonderland" (03:27)

## Créditos

### Penumbra
- Jarlaath- voz, teclados, Letras
- Agone - bajo, voz (adiciaonal)
- Neo - Guitarra
- Arathelis - Batería
- Loic - Guitarra
- Asphodel - Voz femenina
- Zoltan - Teclados, orquestaciones

### Músicos adicionales
- Tatiana Probst - Voz (soprano)
- Amelie Robins - Voz (soprano)
- Cecile Meltzer - Voz (mezzo-soprano)
- Guilhem Souyri	- Barítono
- Pierre Bessiere - Bajo
- Thomas D'Arbigny - Guitarras y bajo (adicional)
- Loic Taillebrest - Gaita